# ハンネリ・ホースラル
ハンナ・"ハンネリ"・エリーザベト・ピック＝ホースラル（Hannah "Hanneli" Elisabeth Pick-Goslar、1928年11月12日 - 2022年10月28日）は、アンネ・フランクの友人だったユダヤ人女性。ホロコースト生還者。愛称はリース(ハンナの発音ができないオランダの子たちから)。『アンネの日記』上では「リース・ホーセンス(Lies Goosens)」という偽名になっている。

## 経歴

### 生まれ
ドイツ・ベルリン出身。父はハンス・ホースラル。母はその妻ルート・ユーディト（旧姓クレー）。1940年10月には妹ハビーが生まれている。ホースラル家は熱心なユダヤ教徒であり、シオニストの一家だった。
父ハンスはプロイセン州政府の高官であり、1919年から1932年にかけて州政府顧問・州内務次官・州広報室長・州参事官などを歴任した。しかしナチスの台頭など反ユダヤ主義の高まりの中で州の役職を解任された。一方母のルートは熱心なシオニストの弁護士の娘だった。彼女は結婚前には教師をしていた。

### オランダへ亡命
ナチ党の政権掌握後、ホースラル一家はアンネ・フランクの一家より二・三カ月遅れてドイツを脱出し、オランダ・アムステルダムのメルヴェデプレインへ移住した。しかしホースラル家にとってはアムステルダムは永住先ではなく、パレスチナ移住のための前段階であった。
メルヴェデプレインには同じくドイツから逃れてきたユダヤ人一家フランク家が暮らしていた。フランク家とホースラル家は親しく付き合うようになったが、ホースラル一家がユダヤ教の戒律にのっとった食事しかしないのに対してフランク一家はほとんど戒律を気に留めなかったから専らフランク一家がホースラル一家の夕食に招かれる形での付き合いだったという。しかしハンナだけは彼女の両親の黙認でフランク一家の夕食に招かれて参加していたという。
アンネとハンナは同じくドイツから逃れてきたユダヤ人でメルヴェデプレインで暮らしていたスザンネ・レーデルマン（愛称サンネ）と親しくなり、この3人は他のメルヴェデプレインの子供たちから「アンネ、ハンネ、サンネの3人組」と呼ばれていたという。3人は同じ第6モンテッソーリ・スクールに通っていた。ただハンナは休日などにユダヤ教やヘブライ語の授業を受けたのに対して、大して信心深くないアンネはそうした物を取らなかったのでいつも一緒にいたというわけではなかったという。

### ドイツ軍占領後
1940年5月にオランダがドイツ軍に占領された後もしばらくはアンネやハンナたちの生活に大きな変化はなかった。しかし徐々にユダヤ人への締め付けが強まり、1941年8月にはユダヤ人はユダヤ人学校以外に通う事を禁じられた。アンネとハンナは同じユダヤ人学校に通ったが、サンネは別のユダヤ人学校に通った。アンネとハンナはユダヤ人学校でも並んで座るなど親しくしていた。とはいえユダヤ人学校におけるアンネの一番の親友はジャクリーヌ・ファン・マールセンであり、ハンナもイルセ・ヴァーハネルが一番の親友になったという。
フランク一家が潜伏生活に入った1942年7月6日にはジャクリーヌとともにメルウェデプレインのフランク家を訪れたが、家はもぬけの殻だったという。ハンナにとってはアンネは最初に失った友人であったという。しかし夏休みが終わって再び通学するようになると、ユダヤ人の移送や逃亡で日に日にユダヤ人学校から子供の数が減っていき、やがて友人がいなくなることに慣れてしまったという。

### ベルゲン・ベルゼン強制収容所
1943年6月20日に親衛隊がアムステルダム・ザウト地区で大規模なユダヤ人狩りを行った際に父と妹と共に逮捕された。母はこれ以前に産褥熱によって死亡していた。しかしホースラル一家はパラグアイの旅券を所有していたため、ヴェステルボルク通過収容所を経てベルゲン・ベルゼン強制収容所の「中立国外人」ブロックに収容され、赤十字の支援物資を受けることができた。
アンネも後にこのベルゲン・ベルゼンに移送されてくる。ハンナによると1945年初め頃に有刺鉄線越しだがアンネと再会できたという。二人は互いの無事を喜び涙を流しあったという。アンネはこの時ようやく実はスイスに亡命したのではなくて隠れ家に潜伏していたことをハンネに打ち明けた。また両親とは離れ離れになったことを告げ、「私にはもう両親がいないの」と涙ながらに語っていたという。その後も三、四回あったというが、二月末ごろからアンネの姿を見なくなったという。
ハンナと妹は生き残る事が出来たが、父ハンスのみ1945年2月25日にベルゲン・ベルゼン収容所内で死亡している。
アンネは隠れ家生活中、祖母の形見の万年筆を失った直後の1943年11月末に、夢枕でハンナと対面し、その時点では彼女の生存を絶望視していたが、皮肉にも二人の最終的な運命は、まったく逆になってしまった。

### 戦後
ベルゲン・ベルゼンが英軍によって解放された後、ホースラル姉妹はオランダ・アムステルダムへ戻ろうとしたが、結核を患っていたために許可が下りず、しばらくマーストリヒトの病院で暮らした。1945年8月にアンネの父オットー・フランクがこの病院に駆け付け、以来オットーは父親代わりとなって姉妹の面倒をよく見た。
1945年12月にオットーの支援でスイス・チューリヒにいる伯父のもとに引き取られた。1947年には妹とともにイスラエル・エルサレムへ移住し、看護師になった。出版業者と結婚して子供3人、孫10人に恵まれている。
2022年10月28日、エルサレムにて死去。93歳没。